# Flying Scotsman
The Flying Scotsman is een Britse trein van Londen (station London King's Cross) naar Edinburgh. De trein is sinds juni 1862, toen de vertrektijd werd aangepast van 10.00 uur naar 10.30 uur, bekend onder de huidige naam.
De eerste trein in 1862 reed van Londen naar Edinburgh in 10,5 uur. Vanaf 1 mei 1928 werden er twee treindiensten opgezet: een 'stoptrein' en een treindienst die het 631 kilometer lange traject zonder tussenstops aflegde; het langste non-stop traject in Europa. Nadat in 1932 in het Verenigd Koninkrijk een snelheidslimiet voor treinen werd opgeheven, was de reistijd van The Flying Scotsman 7,5 uur. De reistijd is teruggebracht tot 4,5 uur. Onderweg passeert de trein enkele kunstwerken; bruggen. De High Level, bij Newcastle over de rivier de Tyne werd in 1846 gebouwd door Robert Stephenson. Het was de eerste grote brug waarbij gebruik werd gemaakt van de stoomheimachine van James Nasmyth en de eerste brug met een dubbele functie. Het bovenste gedeelte is voor de trein, het onderste voor de gewone weg.
De Royal Border Bridge, op de grens met Schotland, werd ook door Stephenson gebouwd, in 1850. Meer dan tweeduizend man werden ingezet voor de bouw van de prachtige halfronde stenen bogen met een spanwijdte van 18,7 meter. De trein komt aan in Edinburgh Waverly, een station dat in 1846 werd geopend, nadat het oude station te klein was geworden.

## Locomotief

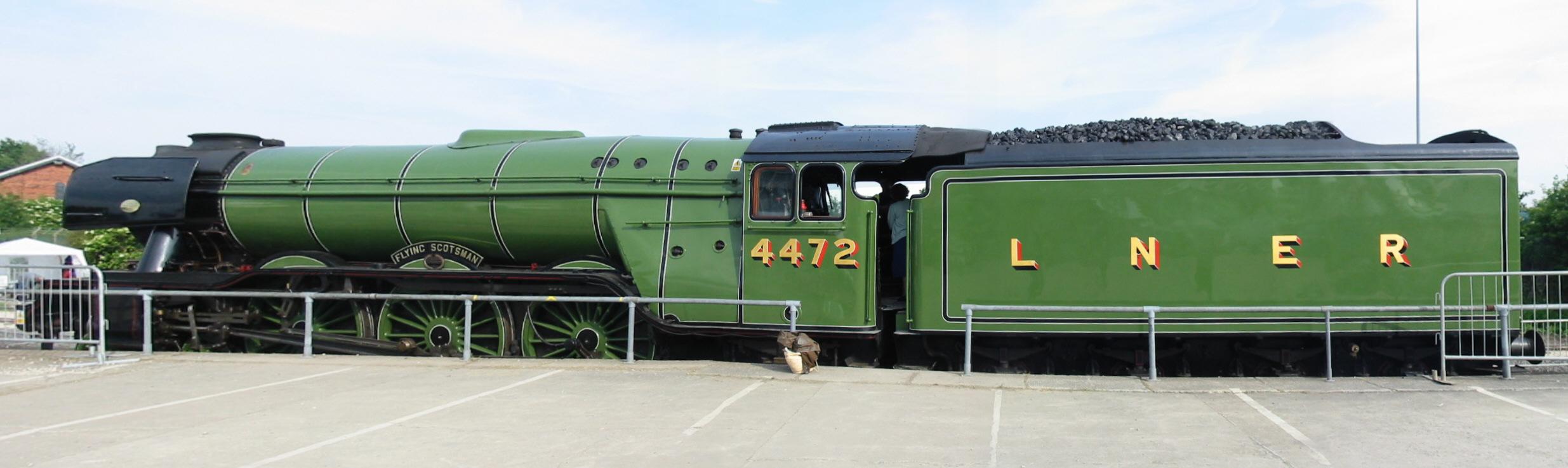
Locomotief Flying Scotsman

De naam Flying Scotsman is eveneens in gebruik voor een stoomlocomotief. Het betreft een A3 Pacific, nummer 4472 (oorspronkelijk nummer 1472) van de LNER (London and North Eastern Railway Company) en werd gebouwd in 1923. De ontwerper was Sir Nigel Gresley. In 1963 reed de locomotief voor het laatst en werd zij verkocht aan Alan Pegler, die haar redde van de sloop. In Engelstalige landen wordt de locomotief wel een van de beroemdste locomotieven ter wereld genoemd. In 1995 lag de locomotief uit elkaar en was haar toekomst onzeker door de enorme kosten van de restauratie. In 1996 kocht Tony Marchington de locomotief voor een bedrag van 750.000 pond. In 2004 was de locomotief te koop, en hij werd gekocht door het nationale spoorwegmuseum in York.